# جمع التبرعات للأماكن المقدسة
جمع التبرعات للأماكن المقدسة (اللاتينية: Collecta pro Locis Sanctis)، والمعروفة أيضًا باسم مجموعة الجمعة العظيمة، هي مجموعة سنوية يتم جمعها بناءً على طلب البابا، في الكنائس الكاثوليكية حول العالم لدعم المسيحيين في الأرض المقدسة. يعود تاريخه إلى القرن السابع عشر وأكده البابا بولس السادس في عام 1974، ويؤخذ تقليديًا في يوم الجمعة العظيمة.

## تاريخ
بعد طرد آخر الصليبيين من عكا في عام 1291، تبعهم الكثير من رجال الدين العلمانيين في الأرض المقدسة. كان رجال الدين الوحيدون الذين بقوا هم الفرنسيسكان، الذين أوكلت إليهم مهمة حراسة الكنائس والمسيحيين في الأرض المقدسة. وكان عمل الفرنسيسكان في غاية الأهمية، ففي عام 1622 أصدر البابا غريغوري الخامس عشر مرسوماً يقضي بأن إساءة توجيه الصدقات المتجهة إلى الأراضي المقدسة يعد جريمة تستوجب الحرمان الكنسي. ألزم البابا أوربان الثامن جميع الأساقفة، تحت طائلة الخطيئة المميتة، بجمع ثلاث تبرعات سنويًا في أبرشياتهم من أجل الأرض المقدسة. أصدر البابا إينوسنت الحادي عشر والبابا ألكسندر الثامن مراسيم مماثلة، وقام البابا بنديكتوس الثالث عشر بتقليص عدد التبرعات إلى اثنتين، وأمر بجمع واحدة في زمن المجيء والأخرى في زمن الصوم الكبير. كما فرض على الأساقفة الالتزام بالإبلاغ أثناء زياراتهم الرعوية عن أفعالهم في هذا الشأن. البابا ليون الثالث عشر، في مرسومه الصادر عام 1887 بعنوان "مخلصنا يا دوميني نوستري"، قرر أن جميع الأساقفة في جميع أنحاء العالم ملزمون بالطاعة المقدسة بجمع التبرعات مرة واحدة على الأقل في السنة يوم الجمعة العظيمة، أو في يوم آخر، لتسليمها إلى حارس الأراضي المقدسة.
أصدر البابا بولس السادس الإرشاد الرسولي نوبيس في قلوبنا في عام 1974، ليؤسس رسميًا صندوق "من أجل الأرض المقدسة". لقد تجنبت الرسالة التحريضية التوجه السياسي ولم تذكر دولة إسرائيل، ولكنها تحدثت مع ذلك عن محنة المسيحيين العرب. وأكدت الجمعية على أهمية جمع التبرعات السنوية، وأضافت أنها لا تهدف فقط إلى صيانة الكنائس، بل أيضًا إلى "الأعمال الرعوية والخيرية والتعليمية والاجتماعية" للكنيسة في الأرض المقدسة، وإعادة توجيه التركيز من صيانة المباني إلى المجتمع المسيحي في الأرض المقدسة.
إن جمع التبرعات السنوي في يوم الجمعة العظيمة هو المصدر الأساسي للدعم المالي للحياة المسيحية في الأرض المقدسة. تشمل المناطق المستفيدة من المجموعة القدس وفلسطين وإسرائيل والأردن وقبرص وسوريا ولبنان ومصر وإثيوبيا وإريتريا وتركيا وإيران والعراق. وتحصل حراسة الأراضي المقدسة على 65% من التبرعات، بينما تحصل دائرة الكنائس الشرقية على 35%، مع توجيه المساعدة إلى جامعة بيت لحم، ومدارس أخرى في الشرق الأوسط، وتكوين المعاهد اللاهوتية. في عام 2024، جمعت المجموعة 7.1 مليون دولار.

## روابط خارجية
- الموقع الرسمي
- في قلوبنا